# نورية (مقاطعة فهرج)
نورية (بالفارسية: نوریه) هي قرية تقع في البلدة المركزية في إيران. يقدر عدد سكانها بـ 278 نسمة بحسب إحصاء 2016.